# Plesiommata mollicula
Plesiommata mollicula är en insektsart som beskrevs av Fowler 1900. Plesiommata mollicula ingår i släktet Plesiommata och familjen dvärgstritar. Inga underarter finns listade i Catalogue of Life.